# Lichtenwald
Lichtenwald (lidově nazývaný též Zámeček) je lovecký pozdně barokní zámeček, který se nachází v Krušných horách na kopci Bradáčov (876 m nad mořem) asi 3 km jižně od Českého Jiřetína v okrese Most v Ústeckém kraji. Zámek tvoří komplex budov kolem oválného nádvoří. K zámku vede 1,5 km dlouhá tzv. Zámecká alej, která odbočuje ze silnice Klíny–Fláje. Je chráněn jako kulturní památka.

## Název zámku
Lovecký zámeček nechal vystavět tehdejší majitel valdštejnského panství Horní Litvínov–Duchcov hrabě Emanuel Filibert z Valdštejna. Název zámku je složeninou ze jmen dvou šlechtických rodů: Lichtenštejnů a Valdštejnů. Hrabě Valdštejn daroval zámeček své manželce Marii Anně z Lichtenštejna jako svatební dar a jméno Lichtenwald tak mělo symbolicky vyjadřovat spojení obou rodů.
Na počest zesnulého ministra národní obrany Bohumíra Bradáče, který zde velice rád pobýval, byl v roce 1935 zámeček přejmenován na Bradáčov.[zdroj?]
Zámeček sloužil při lovu jelenů, tetřevů a jiné zvěře, později se stal myslivnou a jakousi loveckou chatou; tomuto účelu sloužil po celou dobu existence. K zámečku patřila dnešní Flájská obora určená k chovu jelení zvěře.

## Výstavba

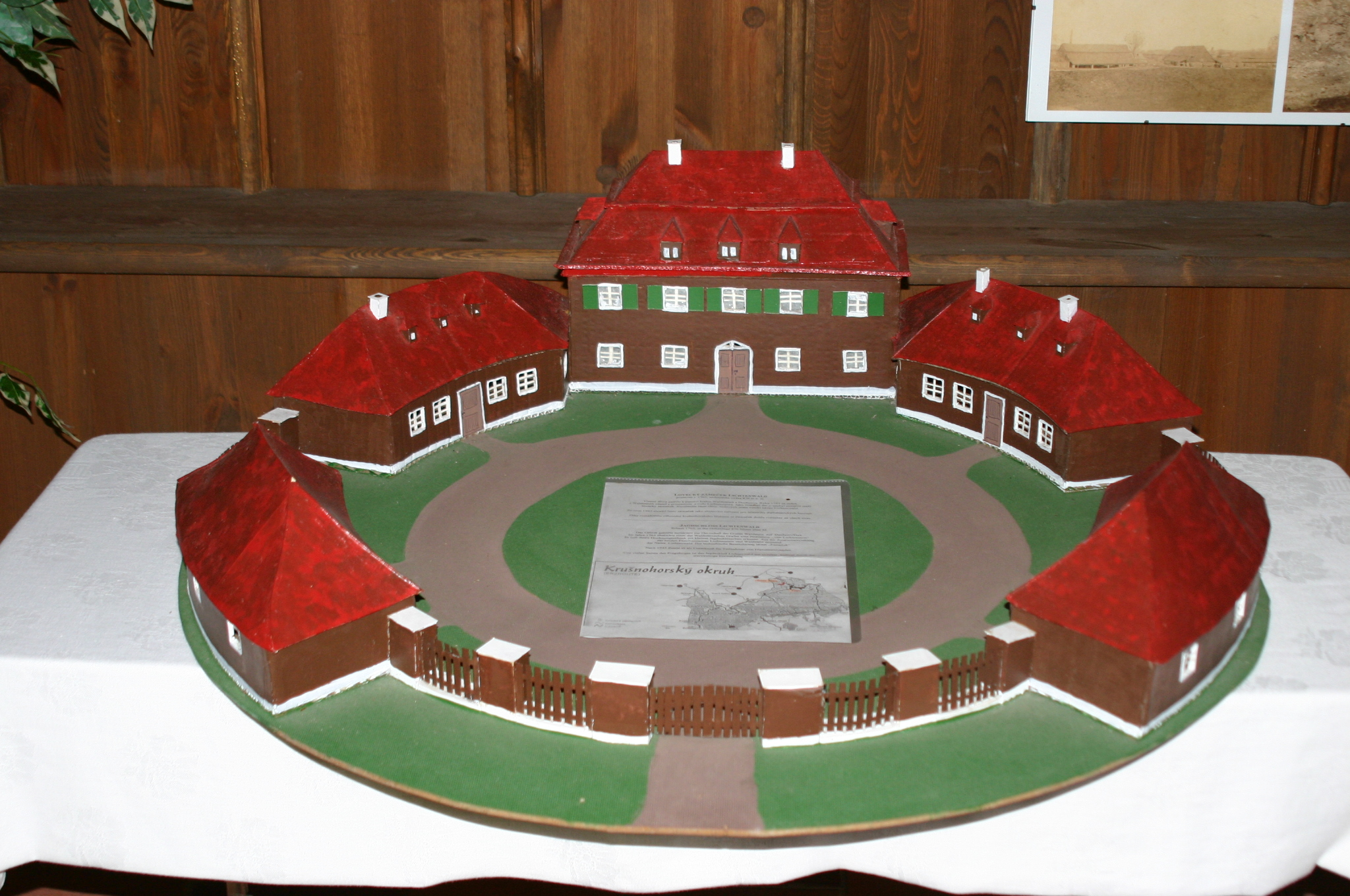
Model zámečku v kostele sv. Jana Křtitele v Českém Jiřetíně

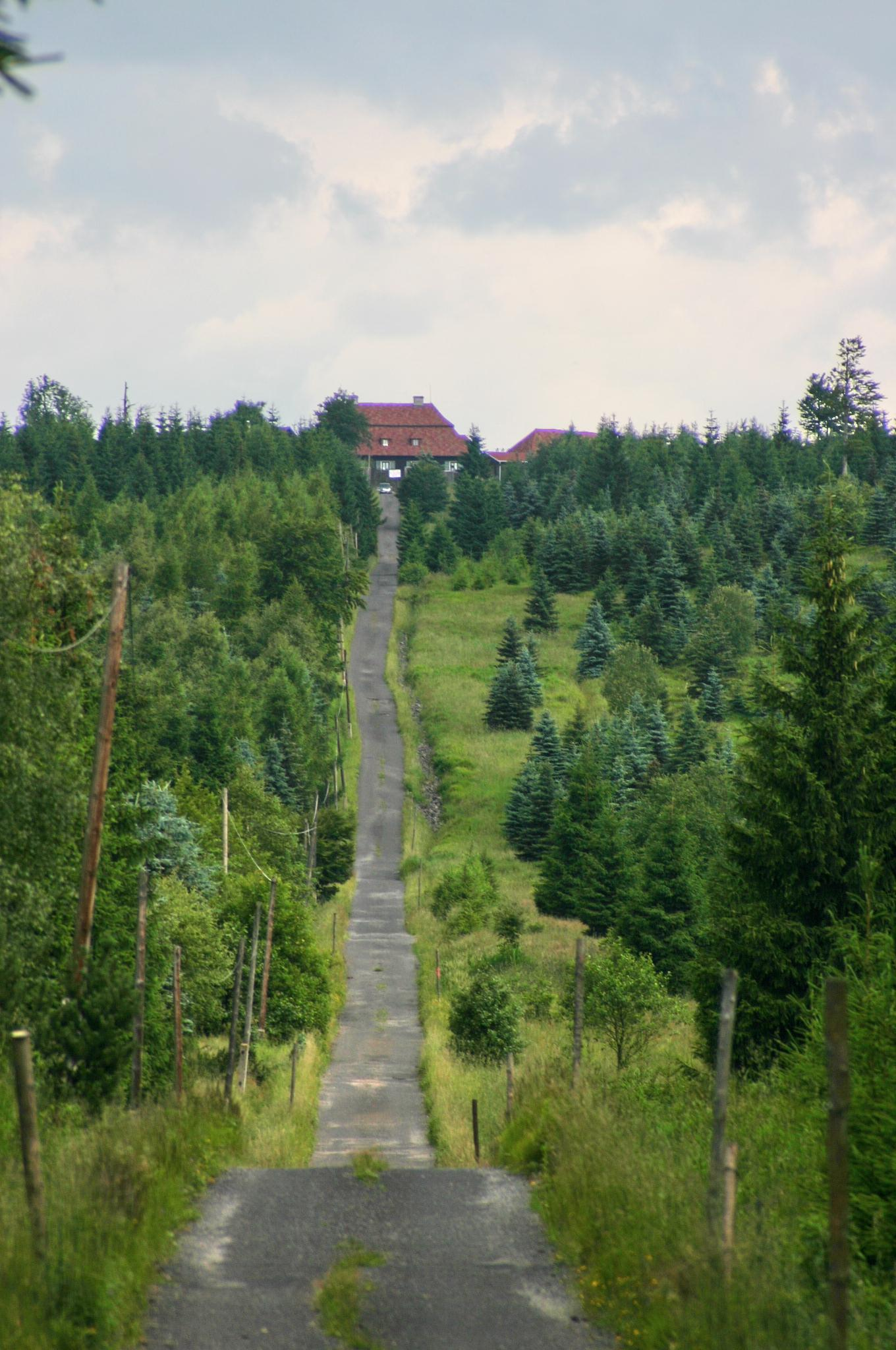
Cesta k zámečku

Stavbu vedl bílinský stavitel J. M. Rittig. Samotná stavba trvala poměrně dlouho v letech 1761–1767, neboť povětrnostní podmínky stavbu zdržovaly. Jednotlivé budovy jsou uspořádány kolem oválného nádvoří. Hlavní zámecká budova má obdélníkový půdorys a je patrová s mansardovou střechou. V kruhu pak stojí lesovna, dům vrátného, stáje a vozové kůlny. Vjezd do areálu tvoří pilířová brána.
Ve 20. století proběhly na stavbě jen částečné úpravy. V roce 1945 přešel zámeček jako konfiskát na stát a dostal se do správy Lesního závodu Litvínov. Vinou špatné údržby došlo ke zhoršení stavu. V roce 1963 byla dokončena generální oprava, při níž byly vloženy nové příčky a provedeny elektroinstalace, vodoinstalace a kanalizační svody. Původní šindelová krytina byla nahrazena plechem. V roce 1965 byl dosavadní byt lesníka v areálu zámku změněn na pokoje pro hosty státní honitby. Roku 1986 byl zámeček zaměřen, výkresově zdokumentován a měl být rekonstruován. Zároveň byl proveden jeho podrobný stavebně-historický průzkum.

## Současnost
Budovy mají nouzovou střešní krytinu, celkovou rekonstrukcí ale neprošly. Nejsou ani nijak využívané. Zámeček patří soukromé osobě, interiéry ani nádvoří proto nejsou veřejnosti přístupné.